# 시드워비에츠군

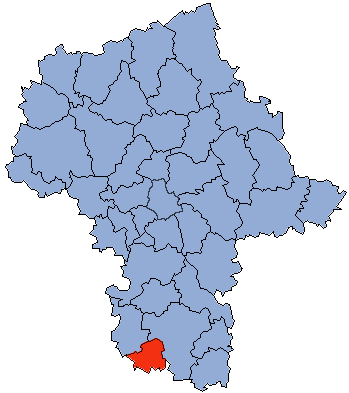
마조프셰주 지도에 표시된 시드워비에츠군의 위치

시드워비에츠군(폴란드어: powiat szydłowiecki)은 폴란드 마조프셰주에 위치한 군으로 군청 소재지는 시드워비에츠이며 면적은 452.22km2, 인구는 39,766명(2019년 기준), 인구 밀도는 88명/km2이다.
북동쪽으로는 라돔군, 남동쪽으로는 시비엥토크시스키에주 스타라호비체군, 남쪽으로는 시비엥토크시스키에주 스카르지스코군, 서쪽으로는 시비엥토크시스키에주 콘스키에군, 북서쪽으로는 프시수하군과 접한다. 5개 지방 자치체(1개 도시형 농촌, 4개 농촌)를 관할한다.

군기
군 문장